# Жакараси
Жакараси (порт. Jacaraci) — муниципалитет в Бразилии, входит в штат Баия. Составная часть мезорегиона Юго-центральная часть штата Баия. Входит в экономико-статистический микрорегион Гуанамби. Население составляет 13 214 человек на 2006 год. Занимает площадь 1241,918 км². Плотность населения — 10,6 чел./км².

## Статистика
- Валовой внутренний продукт на 2003 год составляет 26 397 923,00 реалов (данные: Бразильский институт географии и статистики).
- Валовой внутренний продукт на душу населения на 2003 год составляет 1976,63 реалов (данные: Бразильский институт географии и статистики).
- Индекс развития человеческого потенциала на 2000 год составляет 0,654 (данные: Программа развития ООН).

## География
Климат местности: субтропический гумидный.